# Verdwijning (beeldverhaal)
Verdwijning is het derde deel van de stripreeks Territorium van de hand van scenarioschrijver Éric Corbeyran en tekenaar Espé. Het kwam uit in 2014.

## Verhaallijn
Nigel ontsnapt. Helen heeft een foto gevonden met Kirstie erop. De foto blijkt genomen in Berkeley tijdens een zomercursus. Met Wendy reist Nigel naar Berkeley. De administratrice van Berkeley vertelt dat alle mensen van de cursus zijn verdwenen behalve één stel: Eva Hutchinson-Gray en Vince Hutchinson. Zij vertellen over Greg Sanders. Die verleidde mensen om het Territorium te betreden.